# (35208) 1994 PB38
1994 PB38 (asteroide 35208) é um asteroide da cintura principal. Possui uma excentricidade de 0.10374280 e uma inclinação de 9.59009º.
Este asteroide foi descoberto no dia 10 de agosto de 1994 por Eric Walter Elst em La Silla.